# Костёл Святого Лаврентия (Жолква)
Костёл Свято́го Лавре́нтия — памятник архитектуры и культуры в городе Жолква (Львовская область, Украина), находится на площади Вечевой, 18.

## История
Костёл строился в 1606—1618 годах на искусственной насыпи, заложенной плененными турками, как усыпальница семьи Жолкевских и пантеон рыцарской славы. В подземелье похоронен основатель Жолквы, польский военачальник Станислав Жолкевский, его жена с сыном. Среди похороненных в костеле также семья Даниловичей, Якуб Собеский (отец короля Яна Собеского), королевичи, государственные секретари, настоятели и меценаты храма. По количеству и значимости погребений выдающихся деятелей польского государства костёл часто называют «Малым Вавелем», в противоположность королевскому замку Вавель, который находится в Кракове.
Этот храм считается наибольшим, самым красивым и богатейшим сооружением Жолквы. Его колокольня получила название «малой Пизанской башни», поскольку она немного наклонена. Костёл строили Павел Счастливый, а после его смерти в 1610 году — Павел Римлянин и Амброзий Прихильный. Латинский крест увенчан византийским куполом, характерным для украинских деревянных церквей, украшенный скульптурным фризом, многими декоративными элементами, скульптурой Архангела Михаила на фронтоне и сигнатурой над алтарной частью. Главный вход обрамлен белокаменным резным порталом с изображением апостолов Петра и Павла, святого Лаврентия и Станислава, евангелистов и Христа Вседержителя в окружении ангельских головок и орнаментов. Этот портал считается одним из наилучших ренессансных порталов Украины и Польши.
Ещё одним аргументом в пользу построения храма как пантеона рыцарской славы служат живописные полотна XVII столетия авторства Ш. Богушовича, А. Стеха и М. Альтамонте, которые изображали боевые подвиги С. Жолкевского и Яна ІІІ Собеского. Сейчас они находятся в экспозиции музея «Олесский замок».
В настоящее время костёл принадлежит приходу Украинской римокатолической церкви. Костёл находится в хорошем состоянии, в частности благодаря опеке польской армии и отдела реставрации Варшавской политехники.